# Neuville-Saint-Vaast
Neuville-Saint-Vaast är en kommun i departementet Pas-de-Calais i regionen Hauts-de-France i norra Frankrike. Kommunen ligger i kantonen Vimy som tillhör arrondissementet Arras. År 2022 hade Neuville-Saint-Vaast 1 626 invånare.

## Befolkningsutveckling
Antalet invånare i kommunen Neuville-Saint-Vaast
| Referens: INSEE |